# Matías Rojas
Matías Nicolás Rojas Romero (ur. 3 listopada 1995 w Asunción) – paragwajski piłkarz występujący na pozycji ofensywnego pomocnika lub skrzydłowego, reprezentant Paragwaju, od 2025 roku zawodnik argentyńskiego River Plate.